# 電竜戦
電竜戦（でんりゅうせん）は、特定非営利活動法人AI電竜戦プロジェクトが主催する、コンピュータ将棋プログラムのオンライン世界選手権。

## 概要
電王トーナメントが終了したこと、2020年のコロナ禍で中止された世界コンピュータ将棋選手権第30回大会の代替オンラインイベントが好評であったことを受けて始まった。

## 本戦
正式名称「世界将棋AI電竜戦本戦」。第5回より文部科学省が後援に入り「文部科学大臣杯」の名称がついた。
|                 | 優勝                                 | 準優勝                 | 3位                          | 4位                         | 5位                      |
| --------------- | ------------------------------------ | ---------------------- | ---------------------------- | --------------------------- | ------------------------ |
| 第1回（2020年） | GCT電竜（dlshogiの派生プロジェクト） | Grampus                | Qhapaq Overfit Adventure     | みずうら王 with お多福ラボ  | BURNING BRIDGES          |
| 第2回（2021年） | GCT電竜                              | dlshogi                | ふかうら王                   | 二番絞り(ビール工房HFT支店) | BURNING BRIDGES          |
| 第3回（2022年） | 水匠電竜                             | dlshogi with HEROZ 30b | dlshogi with HEROZ 20b       | Joyful Believer             | Ryfamate with C          |
| 第4回（2023年） | 水匠電竜                             | dlshogi with HEROZ     | Ryfamate                     | ケルンパ                    | W@nderER                 |
| 第5回（2024年） | 氷彗                                 | dlshogi                | ポン太がタヌキになりまして。 | 水匠                        | Ryfamate with やねうら王 |

## TSEC
正式名称「世界将棋AI電竜戦TSEC 」。「Top Shogi Engine Championship」の略で、チェスのTCECを参考にしたイベント。指定局面からの将棋を行う。キャッチコピーは「人間が将棋の研究を行うのに最も適したソフトを選ぶ大会」である。
|                 | 優勝            | 準優勝        |
| --------------- | --------------- | ------------- |
| 第1回（2020年） | BURNING BRIDGES | どうたぬき 極 |
| 第2回（2021年） | 水匠            | 名人コブラ    |
| 第3回（2022年） | dlshogi         | 水匠          |
| 第4回（2023年） | dlshogi         | やねうら王    |
| 第5回（2024年） | Ryfamate        | dlshogi       |
| 第6回（2025年） | 氷彗            | dlshogi       |

## ハードウェア統一戦
正式名称「マイナビニュース杯電竜戦ハードウェア統一戦」。ハードウェアを統一し、純粋に「ソフトウェア＝将棋AI」の強さを計る。
|                          | 優勝            | 準優勝                      |
| ------------------------ | --------------- | --------------------------- |
| 第1回（2022年 - 2023年） | 水匠電竜        | 二番絞り(ビール工房HFT支店) |
| 第2回（2024年）          | BURNING BRIDGES | 水匠                        |
| 第3回（2025年）          | 水匠            | Ari Shogi and フレンズ      |